# Kermi

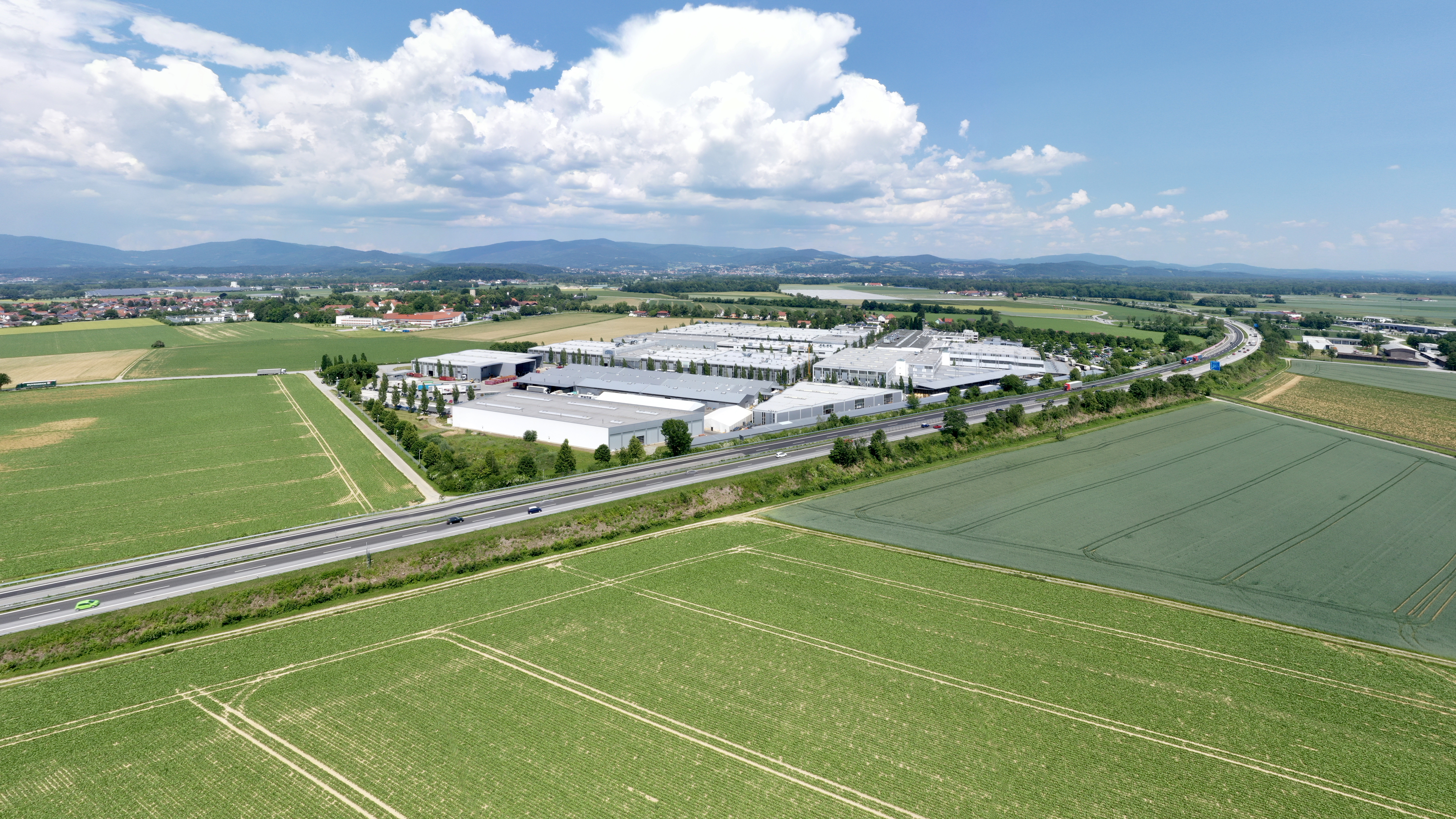
Luftbild des Hauptsitz in Plattling

Die Kermi GmbH entwickelt, produziert und verkauft Heizkörper, Wärmesysteme und Sanitärprodukte. Kermi beschäftigt ca. 1300 Mitarbeiter am Hauptsitz in Plattling, Niederbayern.
Laut brand eins war Kermi im Jahr 2008 einer der größten Arbeitgeber in der Region Niederbayern.

## Geschichte

### Anfänge
Im Jahre 1960 wurde Kermi von Kurt Kerschl und zwei weiteren Gesellschaftern als Hersteller für Heizöltanks in Plattling gegründet. Seit 1967 produziert das Unternehmen Heizkörper. Der Name leitet sich aus der Kombination der Gründernamen Kerschl und Schmidt her.
1973 wurde das Unternehmen von der Salzgitter AG übernommen und begann 1976 mit der Produktion von Duschkabinen.
Nach der Fusion von Salzgitter und des Preussag-Konzerns im Jahre 1989 wurde Kermi ein Tochterunternehmen der Preussag-Gruppe. In den 1990er Jahren erweiterte das Unternehmen sein Sortiment um Badheizkörper, Konvektoren und Heizwände.

### Entwicklung zum Hersteller von Energiesystemen
Seit der Übernahme der Kermi GmbH durch die Arbonia AG im Juli 2001 werden auch Fußbodenheizungssysteme angeboten. Mit dem Kauf des tschechischen Wärmepumpenherstellers PZP Heating (Dobré) erweiterte Kermi sein Produktsortiment um Systemlösungen im Bereich Wärmepumpen. Bis 2020 wurden insgesamt 75 Millionen Flachheizkörper ausgeliefert.
Vorsitzender der Geschäftsführung ist zurzeit Knut Bartsch, der seit 2004 in verschiedenen Bereichen der Arbonia AG tätig war.

## Unternehmensstruktur
1988 wurde eine Auslandsniederlassung in Großbritannien gegründet, gefolgt von weiteren Gesellschaften in Tschechien und Polen (seit 1996). Seit 2005 existieren Vertriebsgesellschaften in Kasachstan und China, seit 2011 zudem in Russland.
Die Kermi GmbH ist über die Arbonia Deutschland GmbH, Plattling, seit 2001 ein Tochterunternehmen der Schweizer Arbonia-Forster-Holding, heute Arbonia, mit Sitz in Arbon.

## Produkte
Im Produktsortiment befinden sich u. a.:
- Heizkörper
- Duschkabinen und Duschplatz
- Wärmepumpen
- Puffer- und Warmwasserspeicher
- Wohnraumlüftung
- Energieregelungssysteme
- Smart Home